# Hernando Iriberri
Hernando Delfin Carmelo Arreza Iriberri é um militar filipino aposentado e foi Chefe de Gabinete das Forças Armadas das Filipinas de julho de 2015 a abril de 2016.  Anteriormente, foi o 56º comandante geral do exército filipino a partir de 7 de fevereiro de 2014.

## Biografia
Iriberri foi comissionado em março de 1983, após sua graduação na Academia Militar das Filipinas.  Além de servir como soldado de infantaria, ele também estava envolvido em outros campos do Exército, como inteligência, relações públicas e funções de Estado-Maior.  Iriberri também se envolveu em operações internacionais de apoio à paz.
Ele serviu como porta-voz antes de se tornar Comandante da 503ª Brigada do Exército em Abra e depois Chefe da 7ª Divisão de Infantaria .

### Exército filipino
Iriberri, que era um major-general na época, foi nomeado comandante geral do exército filipino, substituindo o tenente-general Noel A. Coballes em 7 de fevereiro de 2014, quando este último havia atingido a idade de aposentadoria compulsória de 56 anos.  Iriberri foi promovido ao posto de tenente-general em 31 de março de 2014.

### Chefe do Estado Maior
Em 10 de julho de 2015, Iriberri foi nomeado como o 46º Chefe de Gabinete das Forças Armadas das Filipinas em uma cerimônia no Campo Aguinaldo na cidade de Quezon .
Iriberri se aposentou oficialmente em 22 de abril de 2016.

### Prêmios
- Citação da Unidade Presidencial da República das Filipinas
- Legião Filipina de Honra
- Medalha da Campanha Anti-Dissidência
- Medalha da Campanha Anti-Dissidência de Luzon
- Cruz de ouro (Filipinas)
- Kapanalig ng Sandatahang Lakas ng Pilipinas"
- Medalha de Serviço das Nações Unidas
- Medalha Militar de Ação Cívica
- Medalha de Comenda Militar
- Medalha de Mérito Militar (Filipinas)
- Medalha da campanha anti-dissidência de Mindanao
- Fita de Operações de Desastre e Reabilitação
- Emblema do Comandante em Combate (Filipinas)
- Estrela de Serviço Distinta
- Medalha de Realização Extraordinária
- Medalha de asa de prata
- Medalha cruzadas de bronze
- "Gawad sa Kaunlaran"
- Badge de Escoteiro Ranger
- Ordem de Valor das Forças Armadas da Malásia, Primeiro Comandante